# Сонсядка
Сонсядка (пол. Sąsiadka) — деревня в Замойском повете Люблинского воеводства Польши. Входит в состав гмины Сулув. Находится примерно в 26 км к западу от центра города Замосць. По данным переписи 2011 года, в деревне проживало 395 человек.
В 1975—1998 годах деревня входила в состав Замойского воеводства.

## Население
Демографическая структура по состоянию на 31 марта 2011 года:
|         | Всего | До трудоспособного возраста | Трудоспособного возраста | Старше трудоспособного возраста |
| ------- | ----- | --------------------------- | ------------------------ | ------------------------------- |
| Мужчины | 193   | 33                          | 125                      | 35                              |
| Женщины | 202   | 30                          | 101                      | 71                              |
| Всего   | 395   | 63                          | 226                      | 106                             |